# Роттамбур, Анри
Анри Роттамбур (фр. Henri Rottembourg; 1769—1857) — французский военачальник, известный в первую очередь как один из командиров гвардейской пехоты, барон Империи, дивизионный генерал. Имя генерала выбито на Триумфальной арке в Париже.

## Биография
Сын пекаря. В 15 лет записался в пехотный полк солдатом. В 1792 году произведён в сержанты. Произошедшая революция открыла для молодого человека дорогу к офицерским чинам. Франция сражалась в те годы на всех фронтах. Роттамбур воевал в Бельгии, в Арденнах, на Рейне, под Майнцем, в Италии. В 1799 году ранен в бою у города Верона.
1 мая 1806 года стал командиром батальона полка пеших егерей Императорской гвардии. 20 октября 1806 года возглавил 108-й полк линейной пехоты вместо погибшего при Ауэрштедте полковника Жозефа Игоне.
После битвы при Ваграме, где был ранен, стал бароном империи. В 1811 повышен до бригадного генерала, и зачислен в штаб Императорской гвардии. В Русском походе участия не принимал, занимаясь организацией гвардейской пехоты.
В 1813 году возглавил первую бригаду первой дивизии Молодой гвардии в Германии. 14 сентября 1813 года возглавил 1-й полк пеших егерей. 20 ноября 1813 года стал дивизионным генералом, и получил под своё начало 5-ю пехотную дивизию Молодой гвардии. Сражался в Шампани в 1814 году под началом маршала Удино. Во время Ста дней оборонял Страсбург вместе с генералом Жаном Раппом против превосходящих сил союзников. В 1834 вышел в отставку.

## Воинские звания
- Лейтенант (15 октября 1792 года);
- Капитан (21 ноября 1794 года);
- Командир батальона (28 августа 1800 года);
- Майор (22 декабря 1803 года);
- Полковник (20 октября 1806 года);
- Бригадный генерал (21 июля 1811 года);
- Дивизионный генерал (20 ноября 1813 года).

## Титулы
- Барон Роттамбур и Империи (фр. baron Rottembourg et de l'Empire; декрет от 19 марта 1808 года, патент подтверждён 20 августа 1809 года)[1].

## Награды
Легионер ордена Почётного легиона (25 марта 1804 года)
 Офицер ордена Почётного легиона (7 июля 1807 года)
 Коммандан ордена Почётного легиона (14 мая 1813 года)
 Кавалер ордена Железной короны (1813 год)
 Кавалер военного ордена Святого Людовика (27 июня 1814 года)
 Великий офицер ордена Почётного легиона (14 февраля 1815 года)
 Большой крест ордена Почётного легиона (29 октября 1828 года)
 Командор военного ордена Святого Людовика (23 мая 1823 года)